# Stine Goya
Stine Goya (født Stine Grethe Jensen 13. december 1979) er en dansk modedesigner. Hun er direktør for sit brand Stine Goya, der har specialiseret sig i farvestrålende, skulpturelt tøj med karakteristiske iøjnefaldende prints.
Fra 2000 og tre år frem, var hun model for blandt andet Chanel og Valentina Becher AS og boede i Paris. I 2005 afsluttede hun et forløb på den anerkendte modedesignskole Saint Martins i London. 2005-2006 var hun moderedaktør på det danske modemagasin Cover Magazine, hvorefter hun grundlagde brandet Stine Goya.
Stine Goya vandt årets Danske designer prisen ved Danish Fashion Awards i 2011. Hun vandt Elle Style Awards Brand of the year i 2017. 
Hendes 2019 Sustainable Capsule kollektion blev fremvist ved Copenhagen Fashion Week 2019. Stine Goya er efterfølgende blevet rost som del af en håndful af designere der giver kvinder mulighed for at købe tøj der reflekterer bæredygtige valg.